# 格勞霍爾茨山
47°0′10″N 7°30′45″E / 47.00278°N 7.51250°E

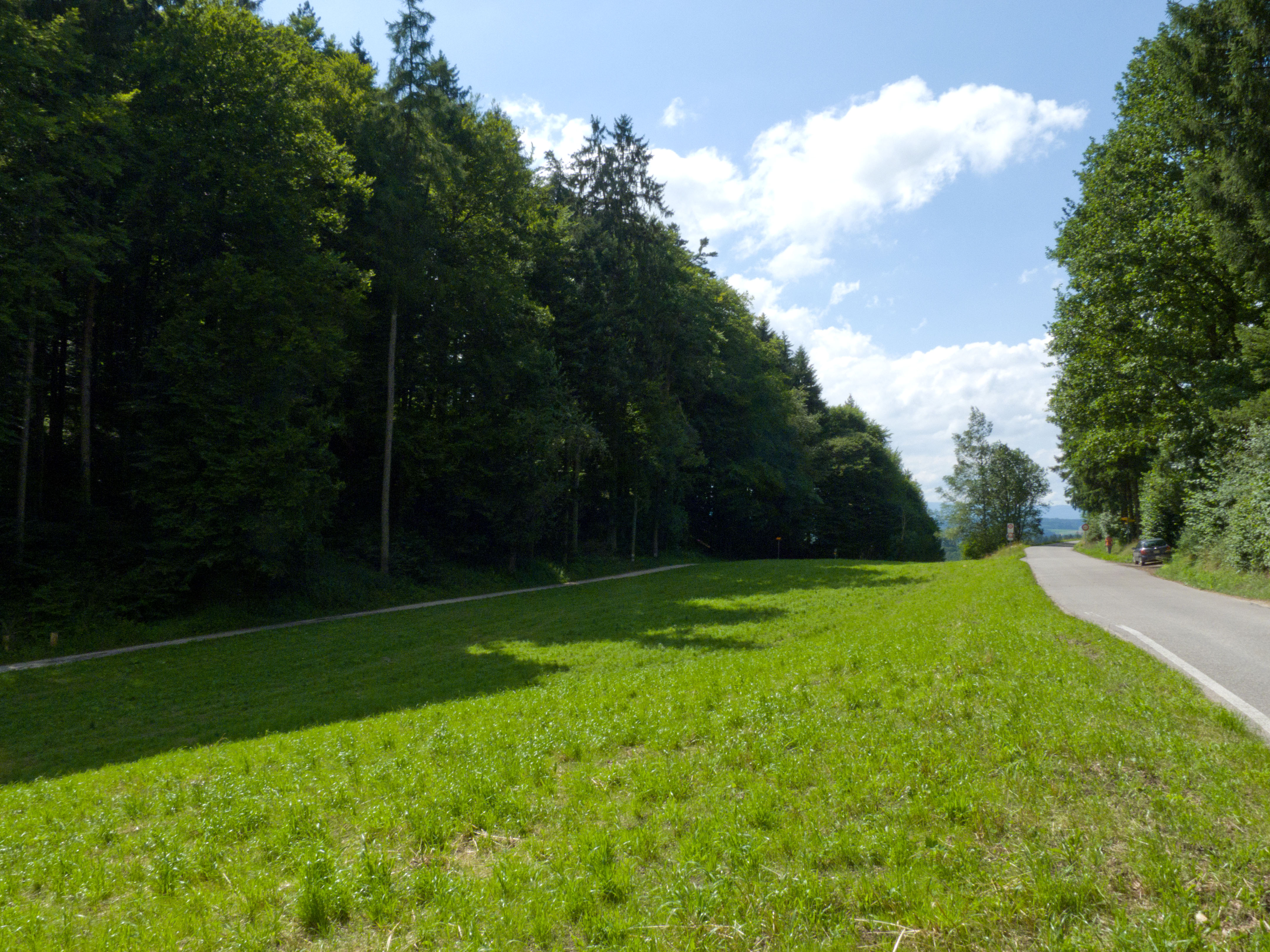

格勞霍爾茨山（Grauholz），是瑞士的山峰，位於該國中部，由伯恩州負責管轄，處於烏爾滕恩-申比爾和伊蒂根接壤的邊界，該山峰海拔高度820米。